# مرغ‌های باران نمادین
مرغ‌های باران نمادین (نام علمی: Procellaria) نام یک سرده از تیره کبوتردریاییان است.

## گونه‌ها
پنج گونه زنده وجود دارد.
- مرغ باران خاکستری Procellaria cinerea – در جزایر جنب‌جنوبگان زادآوری می‌کند.
- مرغ باران چانه‌سفید Procellaria aequincotialis – در جزار زیرجنوبگان زاد‌آوری می‌کند.
- مرغ باران عینکی, Procellaria conspicillata – در جزیره دست‌نیافتنی –  از گونۀ P. aequincotialis جدا شد.
- مرغ باران سیاه Procellaria parkinsoni – در جزیره باریر کوچک و جزیره گریت بارئیر زادآوری می‌کند.
- مرغ باران وستلند, Procellaria westlandica – در جزیره جنوبی زادآوری می‌کند.